# 香飘飘
《香飘飘》为“音乐小精灵”香香的第二张个人专辑。其中专辑同名主打歌《香飘飘》是由《猪之歌》词曲作者毛慧为香香度身订造，并由华友飞乐的歌手兼制作人潘晓峰精心制作。

## 收录曲
1. 香飘飘 
作词：毛慧、作曲：毛慧
2. 初夏的风
作词：于殿文、作曲：于殿文
3. 一盆眼泪 
作词：王韵淳 / 王韵晴、作曲：王韵淳 / 王韵晴
4. 如意 
作词：毛慧、作曲：毛慧
5. 细语 
作词：于殿文、作曲：于殿文
6. 哎呦哎呦对不起
作词：于殿文、作曲：于殿文
7. 星楼的星座
作词：毛慧、作曲：毛慧
8. 睡美人
作词：毛慧、作曲：毛慧
9. 躲猫猫 
作词：于殿文、作曲：于殿文
10. 摇篮曲
作词：毛慧、作曲：毛慧
11. 健康快乐动起来 
作词：喻江 / 郑平昌、作曲：喻江 / 郑平昌
12. 香飘飘 (伴奏版) 
作词：毛慧、作曲：毛慧
13. 细语 (伴奏版)
作词：于殿文、作曲：于殿文
14. 健康快乐动起来 (伴奏版) 
作词：喻江 / 郑平昌、作曲：喻江 / 郑平昌

## 链接
- 歌曲
- 香香
- 猪先生